# Cormocephalus longipes
Cormocephalus longipes är en mångfotingart som beskrevs av Ribaut 1923. Cormocephalus longipes ingår i släktet Cormocephalus och familjen Scolopendridae.
Artens utbredningsområde är Nya Kaledonien. Inga underarter finns listade i Catalogue of Life.